# Castell de Clariana de Cardener
El castell de Clariana de Cardener és un edifici de Clariana de Cardener (Solsonès) declarat bé cultural d'interès nacional. Situat dalt d'un turó sobre la plana de Flotats on conflueixen el Cardener i el Riu Negre, tingué una gran importància estratègica. Des d'aquest punt es podien fer senyals als castells de Navès, Solsona, Pinós i Cardona.

## Història
El castell fou del domini de la família vescomtal dels Cardona, dins la batllia de Cardona, que tenia també diversos alous al terme. A l'acta d'aprisió de 879-890 ja són documentats els castells de Clariana i Cardona. L'any 1010, el bisbe de Vic Arnulf en el seu testament manà distribuir «tots els béns que tinc a Cardona o a Clariana...». El vescomte Bermon I, l'any 1026 deixà el castell, el feu i l'alou al seu germà Guillem. L'any 1086 Ramon Folc, en un llegat de diversos castells inclou «Cleriana». Al principi del segle xiii el cavaller Arnau de Cardona és senyor del castell.

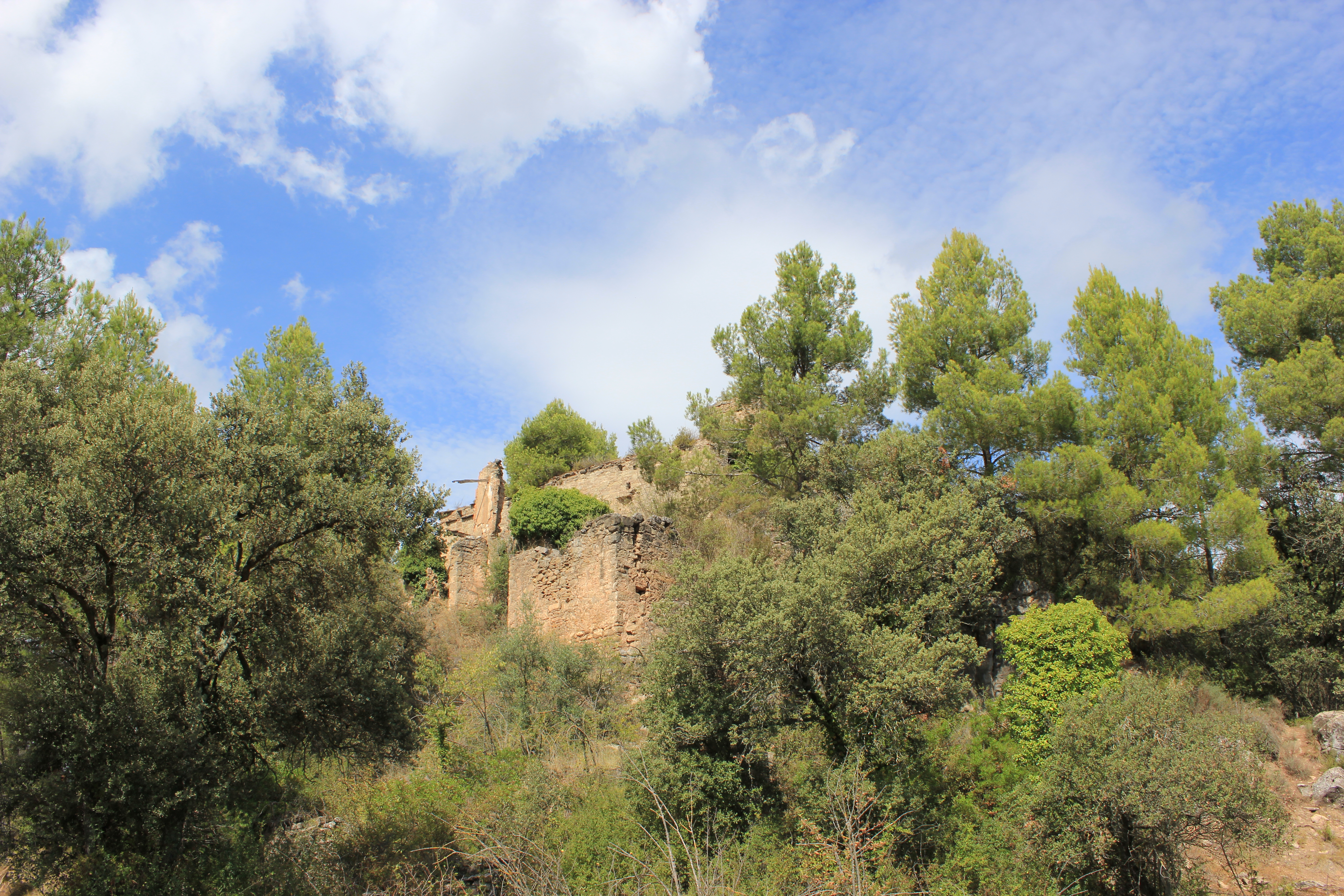
El castell des de Clariana (setembre 2011)

Un dels primers castlans fou Senfred Duran, que amb la seva muller Rotruda feu donacions a l'església de Solsona el 1073 (en aquest document constava l'existència d'una fortificació o guàrdia a l'extrem SE del terme). Foren posteriorment senyors del castell els Brull o Descatllar, però l'alta i la baixa jurisdicció restà dels Cardona (el lloc fou anomenat Clariana del Ducat). L'any 1296 n'eren castlans Guillem del Brull i la seva muller Sibil·la. La castlania dels Brull hi és present fins a l'any 1415 però en la creació del comtat de Cardona l'any 1375 s'afirma que l'alt domini és dels comtes. L'any 1506 torna a sorgir el llinatge dels Brull; la senyoria pertanys a Pere del Brull, castlà del veí castell d'Abella.
Els delmes de Clariana pertanyeren, els darrers temps de l'Antic Règim, a l'Hospital de Cardona. Fins al segle xix el terme parroquial havia format part del terme ample de Cardona. En formar-se els municipis, el terme ample fou unit a Cardona (1844), però sorgiren protestes i Clariana obtingué la segregació. El 1927 fou abandonada l'església propera al castell i hom bastí la nova església.

## Arquitectura
El conjunt està molt malmès i barrejat amb construccions d'època posterior. Els elements supervivents més característics són una torre de l'homenatge de planta quadrada sobre l'antic portal d'accés a la fortalesa i la primitiva església de Sant Serni (o Sadurní) de Clariana, edifici religiós plenament incorporat al sistema defensiu de la fortalesa i que ajudava a reforçar tot el complex. Consta d'una nau rectangular, volta de canó i sense absis diferenciat. La planta i l'estructura internes han sofert nombroses adaptacions.

### Sant Serni de Clariana

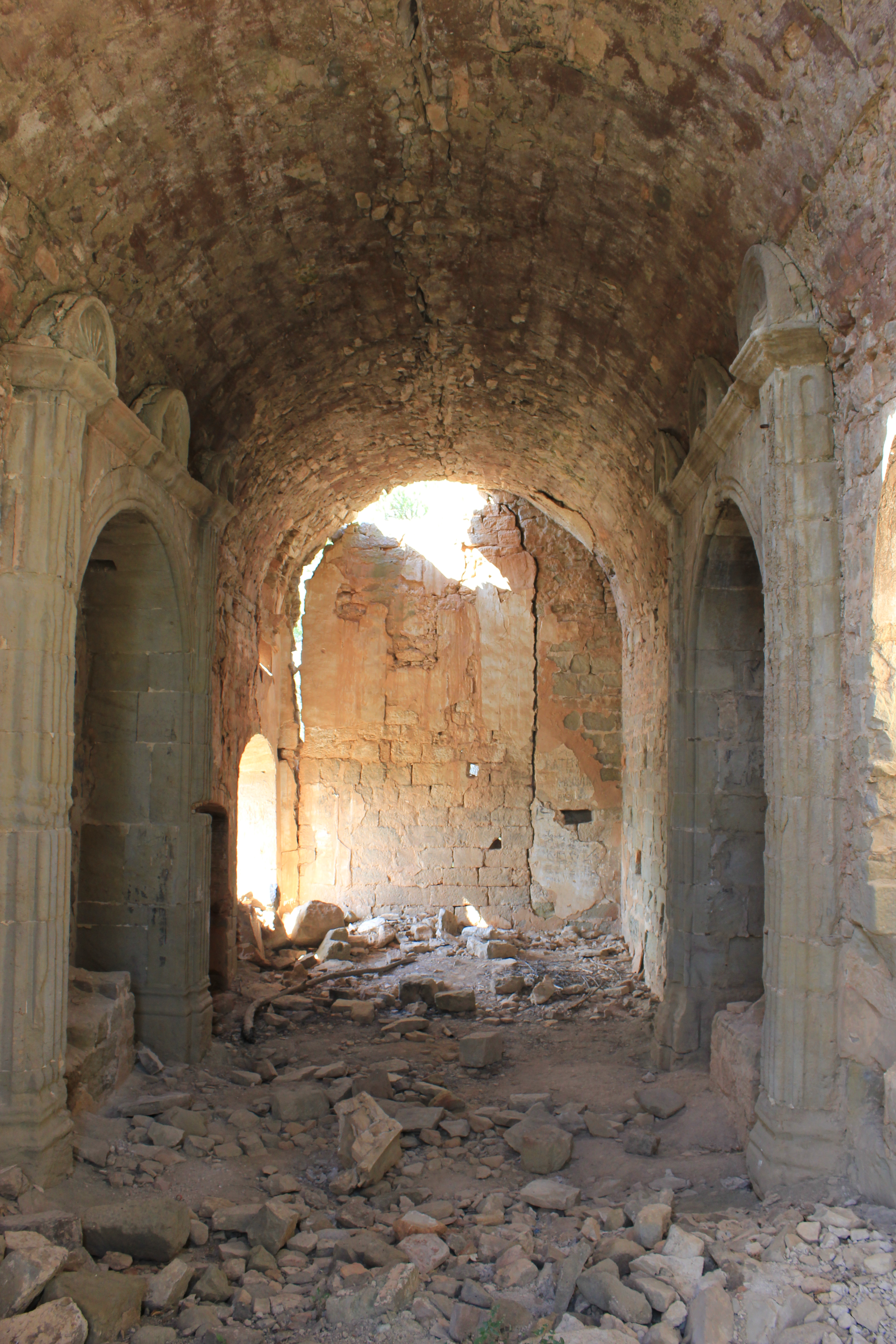
Interior de l'església de Sant Serni (setembre 2011)

L'església de Sant Serni (o Sadurní) és al mateix indret on hi ha les ruïnes del que havia estat el castell de Clariana. La data més antiga és de l'any 1035 i correspon a la venda feta per Guilla a Miró, fill de Sunyer, de diversos béns a la vall de Lord Jussà, els quals confrontaven a migdia amb la parròquia de Clariana.
La consagració de l'església és deguda al bisbe Eriball, també vescomte de Cardona, durant el seu pontificat (anys 1035-1040). Entre els anys 1040 i 1154 passà a dependre de la canònica de Sant Vicenç de Cardona, cedida pels vescomtes de Cardona. L'any 1102, Bernat Bermont, feudatari dels comtes de Cardona, en el seu testament, llegà els esplets de les vinyes de Clariana a Sant Sadurní de Clariana. El 1154 el papa Anastasi IV confirmà els béns de la canònica de Cardona entre els quals s'hi esmentava l'església de Sant Sadurní de Clariana L'agost de 1214, el cavaller Arnau de Cardona llegà a Sant Sadurní de Clariana els delmes dels alous que hi posseïa.
L'any 1651 l'escultor Josep Riera construeix el retaule major de Clariana. L'església fou parròquia fins que, entre els anys 1902 i 1905 es construeix una nova església amb la mateixa advocació i situada al peu de la carretera de Cardona a Solsona.